# Consello de Forzas Políticas Galegas
El Consello de Forzas Políticas Galegas (CFPG) fou una plataforma política de Galícia creada el gener de 1976 a iniciativa d'Unión do Povo Galego i integrada pel Partit Socialista Gallec i el Partit Gallec Social Demòcrata. Posteriorment s'hi uniren el Partit Carlí de Galícia i el Moviment Comunista de Galícia. Tanmateix, l'entrada a la plataforma del Movimento Comunista provocà la ruptura del CFPG, ja que el MCG es negà a que els seus membres abandonessin Comissions Obreres. Com a reacció, UPG i PGSD abandonaren el Consello l'octubre de 1976. El CFPG tenia un programa rupturista basat en les anomenades «Bases Constitucionals» (abril de 1976), on es recollia el dret d'autodeterminació de Galícia.